# 河鼓增八
河鼓增八，即天鷹座ξ（Xi Aquilae，ξ Aql，ξ Aquilae），又名BD+08 4261，HD 188310、SAO 125210、HR 7595，是天鷹座的一颗恒星，视星等为4.71，位于銀經47.81，銀緯-9.85，其B1900.0坐标为赤經19h 49m 24.1s，赤緯+8° -9.85′ 9″。該恆星視星等4.7，是一顆位於紅群聚時期的巨星，距離地球約184光年。2008年在該恆星旁發現一顆太陽系外行星。

## 恆星狀態
河鼓增八的視星等是4.722，按照波特爾暗空分類法，可使用肉眼在黑暗的郊區夜空看到它。地球的公轉使它的視差為17.77毫角秒。由此量測它的距離大約是184光年，並有2%的誤差範圍。它的星等因為星際間氣體與塵埃消光，比實際星等低了0.09。
河鼓增八的光譜類型是 G9 III,，代表它是 G 型的巨星，年齡大約接近50億年，在恆星演化過程中它是在紅群聚階段的巨星，代表它正在將核心中的氦核融合成碳。
河鼓增八的質量大約是太陽的116% ，半徑則已經超過太陽的10倍。它的光度是太陽的49倍，表面有效溫度4,783 K，因此外表是金黃色。曾有推測河鼓增八有一顆伴星，但在高分辨率天文中心的高精確度觀測後已經排除可能性。

## 行星系統
2008年在日本岡山天體物理觀測所的天文學家以都卜勒光譜學發現了河鼓增八有一顆系外行星。該行星天鷹座ξb的質量至少是木星的2.8倍，距離母恆星約0.68天文單位，軌道週期136.75日。而任何比天鷹座ξb更接近母恆星的行星可能都在河鼓增八成為紅巨星時遭到吞噬了。
| 成員 (依恆星距離) | 质量    | 半長軸 (AU) | 轨道周期 (天) | 離心率    | 傾角 | 半径 |
| ----------------- | ------- | ----------- | ------------- | --------- | ---- | ---- |
| b                 | >2.8 MJ | 0.68        | 136.75 ± 0.25 | 0 (fixed) | —    | —    |

## 外部連結
- . Exoplanets.   [2008-06-25]. （原始内容存档于2009-11-25）.
- . The Extrasolar Planets Encyclopaedia.   [2008-06-25]. （原始内容存档于2008-06-01）.
- HR 7595 （页面存档备份，存于）
- Image Xi Aquilae
- wikisky.org （页面存档备份，存于）